# Султанат Хаушаби
Султанат Хаушаби (арап. سلطنة الحواشب) је била феудална држава на југу Арабијског полуострва сјеверно од луке Аден. Од 19. вијека, овај султанат је био под контролом Британског царства као дио Протектората Аден. Данас је територија овог бившег султаната дио јеменске мухафазе Лахиџ.
Пријестоница овог султаната била је град Ал Мусајмир.

## Историја
Племе Хаушаби је још у 10. стољећу било само један изданак већег химјарског племена које је живјело нешто западније у Јемену, не зна се готово ништа кад су се населили на своје данашње планинске територије.
Након што је Британија заузела луку Аден 1839. године, она им је постала одскочна даска за ширење британског утицаја на Јужну Арабију и Рог Африке. То се нарочито одразило на непосредно залеђе луке Аден, па тако и на Султанат Хаушаби. Иако мален по броју становника (на почетку 20. века било их је свега 10.000, ипак је био важан јер је држао стратешки пут из Адена за Таиз, а и због тога јер су се у горњем току Вади Тубана налазиле резерве воде, којим се снабдјевао Султанат Лахиџ.
Султанат Хаушаби је он био један од изворних девет кантона, који је међу првима потписао уговор о заштити с Британијом и постао дио Протектората Аден. Он се 1960. године придружио новој британској колонијалној творевини Федерацији Арапских Емирата Југа, те затим 1962. и Федерацији Јужне Арабије. Посљедњи султан ове феудалне државе био је Фејсал ибн ас-Сурур ал Хаушаби, који је развлашћен 29. новембра 1967. Тад је укинут Султанат Хаушаби и на његовој територији је успостављена држава Јужни Јемен.